# ديفيد لي (مهندس)
ديفيد لي (بالإنجليزية: David Lee)‏ هو مهندس ومهندس الصوت بريطاني، ولد في 1938 في اسكتلندا في المملكة المتحدة، وتوفي في 16 أكتوبر 2008 في مدينة بنما في بنما.

## وصلات خارجية
- ديفيد لي على موقع IMDb (الإنجليزية)
- ديفيد لي على موقع قاعدة بيانات الفيلم (الإنجليزية)